# Kanada i olympiska vinterspelen 1928
Kanada deltog med 23 deltagare vid de olympiska vinterspelen 1928 i Sankt Moritz. Totalt vann de en guldmedalj.

## Medaljer

### Guld
- Charles Delahey, Frank Fisher, Louis Hudson, Norbert Mueller, Herbert Plaxton, Hugh Plaxton, Roger Plaxton, John Porter, Frank Sullivan, Joseph Sullivan, Ross Taylor och David Trottier  - Ishockey.